# Chapelle de la famille Gonnet
La chapelle de la famille Gonnet est une chapelle funéraire située dans le cimetière de l'Est, dans le quartier de Saint-Maurice Pellevoisin à Lille, en France. Elle a été inscrite à l'inventaire des monuments historiques en avril 2006.

## Historique
Commandée par Madame Gonnet, la chapelle est érigée par l'architecte Charles Leroy en 1858. Elle devait être suffisamment grande pour contenir une quarantaine de sépultures.

## Description

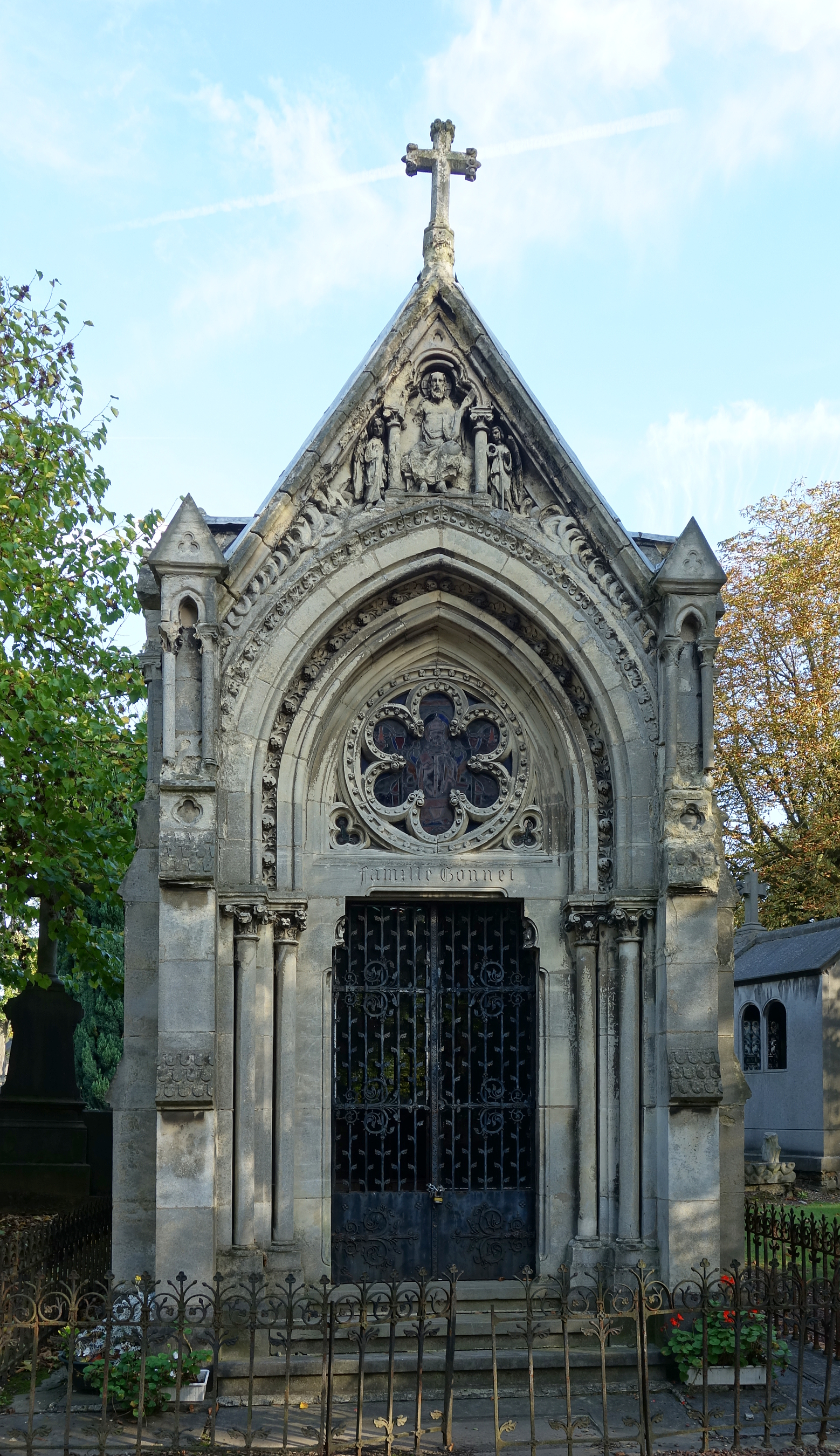
Vue de face

De style néogothique, la chapelle est en pierre, et composée de deux travées. Elle est éclairée par des vitraux dessinés par Adolphe Napoléon Didron évoquant les saints patrons des commanditaires. Elle porte des sculptures réalisées par Charles Saint-Aubert, beau-frère de Charles Leroy.
Ce site est desservi par la station de métro Gare Lille-Europe.